# Yamaha YX 600 Radian
Yamaha YX 600 Radian je motocykl kategorie naked bike, vyvinutý firmou Yamaha, vyráběný v letech 1986–1990. Byl vyráběn pouze pro americký trh.
Motor pochází z modelu Yamaha FZ-600 Sport, který byl původně navržen s objemem 528 cm³ v roce 1981 pro model Yamaha XJ 550. V roce 1984 pak bylo zvýšeno vrtání, zdvih i průměr karburátoru a byl montován do modelů Yamaha XJ 600 a Yamaha FJ 600.
Podvozek má levnější komponenty než u sportovnějších modelů, ale vzhledově odpovídá populárním naked bike modelům své doby.
Nižší špičkový výkon proti FZ-600 vedl k lepšímu průběhu výkonové křivky ve středních otáčkách.

## Technické parametry
- Rám: páteřový z lehkých slitin
- Suchá hmotnost:
- Pohotovostní hmotnost: 197 kg
- Maximální rychlost: 200 km/h
- Spotřeba paliva: